# Apperceptieve agnosie

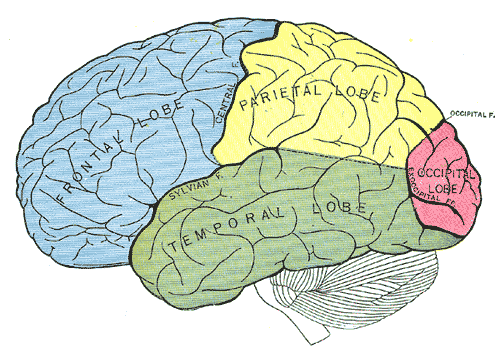
Indeling van de hersenkwabben, met de pariëtale kwab in het geel.

Apperceptieve agnosie is een vorm van een visuele agnosie.
Een visuele agnosie is de medische benaming voor het onvermogen tot het herkennen van bepaalde afbeeldingen en kleuren. Bij een apperceptieve agnosie kan de persoon die hieraan lijdt wel verschillende onderdelen van een object of afbeelding waarnemen, maar deze niet integreren tot één visueel beeld. Dit soort problemen doen zich voornamelijk voor bij complexe stimuli. Een apperceptieve agnosie komt voornamelijk voor bij een rechtszijdige, pariëtale hemisfeerbeschadiging (aan het posterieure gedeelte van de inferotemporale cortex) of occipitale kwab.